# Feng Yanzhe
Feng Yanzhe, (chinois simplifié : 冯彦哲, pinyin : Féng Yànzhé) né le 13 février 2001 à Tianjin, est un joueur de badminton chinois spécialiste du double mixte.

## Carrière
En 2024, Feng avec Huang Dongping remporte la médaille d'or aux championnats d'Asie.
En 2022, il est notamment médaille d'or en jeux asiatiques et championnat du monde par équipes mixtes en 2023.
Le novembre 2024, Il est l'actuel numéro 1 mondial en double mixte avec Huang Dongping.

## Palmarès

### Parcours junior
| Année     | Compétition                  | Épreuve        | Résultat |
| --------- | ---------------------------- | -------------- | -------- |
| 2019 (en) | Championnats du monde junior | Double mixte   | Or       |
| 2019 (en) | Championnats d'Asie junior   | Double garçons | Or       |

### Parcours senior
| Année     | Compétition         | Épreuve      | Résultat |
| --------- | ------------------- | ------------ | -------- |
| 2019 (en) | Championnats d'Asie | Double mixte | Or       |
| 2022 (en) | Jeux asiatiques de  | Double mixte | Or       |